# Cykl życia organizacji
Cykl życia organizacji – pojęcie z zakresu teorii zarządzania odnoszące się do zjawisk i zmian zachodzących w organizacjach wraz z upływem czasu. Przemiany te stanowić mają odpowiedź na zachowanie otoczenia. Wyróżnia się następujące fazy cyklu życia organizacji:
- przedsiębiorczości – podstawowym celem jest przetrwanie i szybki wzrost – charakterystyczne cechy tej fazy to zorientowanie na klientów i otoczenie, innowacyjność, elastyczność i kreatywność;
- zespołowości – następuje wówczas stopniowe przeorientowanie do wewnątrz – zasadniczym celem jest doskonalenie pracy zespołu oraz podnoszenie morale uczestników organizacji;
- formalizacji – orientacja wewnętrzna staje się dominująca, charakterystyczne cechy to: stabilność, przewidywalność, sterowność i wydajność. Następuje specjalizacja i formalizacja struktur;
- odnowy – przełamanie rutyny nabytej w fazie formalizacji, stopniowa decentralizacja i spłaszczenie struktur, otwarcie na zewnątrz.

Specyfikę powyższego modelu stanowi fakt, że nie zakłada on załamania. W rzeczywistości w każdej z faz cyklu istnieje ryzyko zakończenia działalności organizacji, np. poprzez likwidację, podział, przejęcie lub połączenie. W nauce o zarządzaniu wskazuje się także na organizacje, które zdają się przeczyć teorii, np. Kościół oraz niektóre monarchie.